# Angelo Oliviero
Angelo Oliviero (Valdagno, 21 ottobre 1919 – Valdagno, 18 dicembre 1978) è stato un calciatore italiano, di ruolo attaccante.

## Carriera
Giocò una stagione in Serie A con il Venezia.